# Samantha Riley
Samantha Linette Pearl Riley (Brisbane, 13 de noviembre de 1972) es una nadadora australiana retirada especializada en pruebas de estilo braza, donde consiguió ser subcampeona olímpica en 1996 en los 4 x 100 metros estilos.

## Carrera deportiva
En los Juegos Olímpicos de Atlanta 1996 ganó la medalla de plata en los relevos de 4 x 100 metros estilos (nadando el largo de braza), con un tiempo de 4:05.08 segundos, tras Estados Unidos (oro) y por delante de China (bronce). Además ganó el bronce en los 100 metros braza con un tiempo de 1:09.18 segundos, tras la sudafricana Penelope Heyns.